# Вступление Северной Македонии в НАТО
Северная Македония в настоящее время является членом Организации Североатлантического договора. 6 февраля 2019 года был подписан протокол о вступлении Северной Македонии в НАТО, который затем в течение того же года постепенно был ратифицирован всеми 29-ю странами-членами альянса. Собрание Северной Македонии ратифицировало протокол 11 февраля 2020 года, и уже 27 марта того же года Северная Македония официально стала членом НАТО.

## История
Предложение руководства НАТО о вхождении Республики Македонии в союз было заблокировано Грецией во время Бухарестского саммита 2008 года. Страны НАТО согласились с тем, что страна вновь получит приглашение о вхождении после разрешения спора об именовании Македонии. Греция считала, что конституционное название её соседа подразумевало устремления к территориальной экспансии в отношении греческого исторического региона Македония. После наложенного вето Греции был предъявлен иск в Международный суд ООН по поводу использования названия «Бывшая югославская Республика Македония» в качестве приемлемого варианта для вхождения в НАТО. Руководство Греции возразило, что решение не приглашать Республику Македония в НАТО было коллективным и, следовательно, временное соглашение, подписанное между двумя странами, не было нарушено. Греция также может заблокировать процесс вступления Македонии в Европейский союз по причине того же самого спора. Бывший госсекретарь США Хиллари Клинтон попросила руководство Республики Македонии и Греции найти «приемлемое решение» в споре, чтобы Республика Македония могла свободно вступить в НАТО. В 2014 году, в год 65-летия с момента создания организации, НАТО объявило, что не будет предлагать каким-либо новым странам членство в этом году. Некоторые аналитики, такие как Хорхе Бенитес из аналитического центра Атлантического совета, утверждают, что это нежелание отчасти объясняется новой обстановкой мировой безопасности, возникшей после аннексии Крыма Российской Федерацией.
Опрос, проведённый в Республике Македонии по итогам саммита показал, что 82,5 % из числа опрошенных граждан выступали против изменения конституционного имени в целях присоединения к НАТО. Членство в НАТО в целом поддержало 85,2 % населения.
Страна вступила в программу Партнёрство ради мира в 1995 году и приступила к выполнению плана действий для членства в 1999 году, в то же время, как и Албания. Страна приняла участие во вторжении НАТО в Югославию в 1999 году, а также получила помощь для размещения беженцев из Косова. В августе 2001 года силы НАТО вмешались в столкновения с албанскими сепаратистами, в ходе которой мятежная албанская группировка Армия национального освобождения противостояла правительственным войскам. Во время операции «Богатый урожай» войска НАТО совместно с местными военными разоружили повстанческие силы после соглашения о прекращении огня.
6 февраля 2019 года был подписан протокол о вступлении Северной Македонии в НАТО. Премьер-министр Северной Македонии Зоран Заев на встрече с генеральным секретарём НАТО Йенсом Столтенбергом в Скопье 3 июня 2019 года заявил, что ожидает, что процесс ратификации будет завершён к концу октября 2019 года.
21 марта 2020 года был подписан договор о вступления Северной Македонии в НАТО, и уже 27 марта того же года страна официально стала 30-м членом альянса.

## Процесс ратификации
| №  | Государство-член НАТО | Дата вступления в силу ратификации |
| -- | --------------------- | ---------------------------------- |
| 1  | Албания               | 1 апреля 2019 года                 |
| 2  | Бельгия               | 6 июня 2019 года                   |
| 3  | Болгария              | 18 марта 2019 года                 |
| 4  | Великобритания        | 24 октября 2019 года               |
| 5  | Венгрия               | 24 июля 2019 года                  |
| 6  | Германия              | 14 ноября 2019 года                |
| 7  | Греция                | 21 февраля 2019 года               |
| 8  | Дания                 | 12 апреля 2019 года                |
| 9  | Исландия              | 14 ноября 2019 года                |
| 10 | Испания               | 17 марта 2020 года                 |
| 11 | Италия                | 2 декабря 2019 года                |
| 12 | Канада                | 19 июня 2019 года                  |
| 13 | Латвия                | 4 июня 2019 года                   |
| 14 | Литва                 | 30 мая 2019 года                   |
| 15 | Люксембург            | 14 ноября 2019 года                |

| №  | Государство-член НАТО | Дата вступления в силу ратификации |
| -- | --------------------- | ---------------------------------- |
| 16 | Нидерланды            | 19 ноября 2019 года                |
| 17 | Норвегия              | 19 ноября 2019 года                |
| 18 | Польша                | 2 июля 2019 года                   |
| 19 | Португалия            | 14 ноября 2019 года                |
| 20 | Румыния               | 14 ноября 2019 года                |
| 21 | Словакия              | 22 мая 2019 года                   |
| 22 | Словения              | 22 марта 2019 года                 |
| 23 | США                   | 22 октября 2019 года               |
| 24 | Турция                | 9 декабря 2019 года                |
| 25 | Франция               | 9 декабря 2019 года                |
| 26 | Хорватия              | 22 мая 2019 года                   |
| 27 | Черногория            | 18 апреля 2019 года                |
| 28 | Чехия                 | 14 ноября 2019 года                |
| 29 | Эстония               | 18 июля 2019 года                  |